# Éditions diagonale
Les éditions diagonale ont été créées en 2014 par Pascaline David et Ann-Gaëlle Dumont. Il s'agit d'une maison d'édition belge indépendante. Elle se spécialise, entre autres, dans l'édition de premiers romans tous genres confondus, et accompagne les nouveaux auteurs.   

## Historique
Les éditions diagonale ont été fondées en 2014 par Pascaline David, philosophe, et Ann-Gaëlle Dumont, agrégée en lettres. La maison d'édition s'inscrit dans le sillage d'une collection de premiers romans, initiée en 2007 par Pascaline David, au sein des éditions namuroises. Si Auteurs à suivre a aujourd'hui disparu, des premiers romans tels que Les conquêtes véritables de Nicolas Marchal ont été primés et poussèrent l'initiative à se développer.  
L’ASBL Diagonale fut constituée le 31 janvier 2013 et fut suivie par la création d’une maison d’édition du même nom un an plus tard.  

## Choix des publications
La maison d’édition publie en fonction de la qualité des propositions reçues. Elle privilégie la sélection de textes au style singulier, à l’efficacité narrative et à l’univers original, tels que Les conquêtes véritables de Nicolas Marchal (Prix Première RTBF 2009, sélection Prix Rossel des jeunes), Quand les ânes de la colline sont devenus barbus de John Henry (Prix littéraire de la Roquette à Arles 2015, lauréat du Festival du premier roman de Chambéry 2016, ou Le Modèle de Manuel Capouet (finaliste du Prix des librairies Club 2017, Finaliste Prix Senghor 2017, Finaliste Prix Roberval 2017).
La maison d’édition ne se limite pas à la publication de premiers romans et suit les auteurs au fil de leurs publications, les accompagnant dans leur carrière littéraire comme en témoigne le dernier roman publié. En effet, Daniel Charlez d’Autreppe signe aux éditions diagonale son deuxième roman Autour de la flamme en février 2017 après avoir publié un premier roman dans la collection Baleine aux éditions du Seuil.
Afin de documenter les nouveaux auteurs dans leur processus d'écriture, diagonale ouvre une collection de grands entretiens d'auteurs confirmés comme Jérôme Ferrari. Elle s'engage également dans des initiatives littéraires qui valorisent l'écriture à sa source et participe ainsi au prix des étudiants de l'université de Toulouse, le Prix Capitoul, dont elle a parrainé la première édition en 2019.
La maison d’édition favorise les liens dans la chaîne du livre en plaçant des formulaires de dépôt de manuscrits à la fin de ses romans. Elle incite ainsi à la découverte et à la vente des premiers romans en librairie. 
Elle développe un troisième pôle dédié aux traductions avec la parution de L'Affaire Magritte, un polar de Toni Coppers.
Les éditions diagonale sont diffusés par CED et distribués par Dod & cie (anciennement Daudin) .

## Ouvrages parus
- Les conquêtes véritables, Nicolas Marchal (Prix Première RTBF 2009), réédition diagonale 2014
- La vie en ville, Damien Désamory, éditions diagonale, 2015, sélection coup de cœur Foire du livre de Bruxelles 2016
- Quand les ânes de la colline sont devenus barbus, John Henry (Prix 2015 de la Roquette à Arles, Lauréat du Festival du premier roman de Chambéry 2016), éditions diagonale 2015
- Le Modèle, Manuel Capouet (Finaliste Prix Senghor 2017, Finaliste Prix des lecteurs CLUB 2017, Finaliste Prix Roberval 2017), éditions diagonale 2016
- Autour de la flamme, Daniel Charlez d’Autreppe, éditions diagonale, 2017
- Les mondes possibles de Jérôme Ferrari, entretiens sur l'écriture avec Pascaline David, éditions diagonale, en coédition avec Actes Sud, 2020[10],[11]
- L'Affaire Magritte, Toni Coppers, traduit du néerlandais par Charles de Trazegnies, éditions diagonale 2020 (Belgique) et 2021 (France)
- Le fils du matador, Francisco Palomar Custance, éditions diagonale, février 2021
- Les motifs de Laurent Mauvignier, entretiens sur l'écriture avec Pascaline David, mars 2021
- A paraître : Le tapis volant de Patrick Deville, entretien sur l'écriture avec Pascaline David, août 2021